# روي وينتيرز
روي وينتيرز (بالإنجليزية: Roy Winters)‏ هو لاعب اتحاد الرغبي بريطاني، ولد في 13 ديسمبر 1975 في Cuckfield ‏ في المملكة المتحدة.

## وصلات خارجية
- روي وينتيرز عل موقع إسبنسكروم (الإنجليزية)
- روي وينتيرز على موقع ItsRugby.co.uk (الإنجليزية)